# USG Corporation
Die USG Corporation ist ein US-amerikanischer Baustoffhersteller mit Sitz in Chicago. Das Unternehmen ist vornehmlich für seine Gipskarton-Produkte bekannt. USG ist eine Tochter der Gebr. Knauf KG. Die United States Gypsum Company entstand 1902 durch den Zusammenschluss von 30 ehemals eigenständigen Gipsherstellern.
USG wurde im April 2019 durch die bayerische Knauf Gruppe für sieben Milliarden Dollar übernommen. Vorheriger Hauptaktionär war Berkshire Hathaway mit einem Anteil von 30,8 %. Die Akquisition stellt die größte Firmenübernahme in der Geschichte Knaufs dar. Im Zuge der Übernahme wurden die Aktien von USG delisted.